# ルワンダ (小惑星)
ルワンダ (1638 Ruanda) は小惑星帯に位置する小惑星である。南アフリカのヨハネスブルグでシリル・ジャクソンによって発見された。
1962年に独立したアフリカの内陸国、ルワンダに因んで命名された。